# 2024年奇坎加瓦多尼爾228墜毀事故
2024年6月10日，馬拉維國防軍一架多尼爾228飛機在北部區恩卡塔貝縣奇坎加瓦森林保护区發生墜機事故。這架飛機載有马拉维副总统索洛斯·奇利马、前馬拉維第一夫人帕特里夏·沙尼尔·穆卢齐及其他7名乘客，飛機全體人員均在事故中遇難。

## 背景
事故所涉及的是屬於馬拉維空軍的多尼爾228飛機，其曾多次執行運送馬拉維總統拉扎勒斯·查克維拉的任務，並在墜機前數小時完成其上一次飛行。
2024年6月10日，該飛機從馬拉維首都利隆圭的利隆圭國際機場起飛，載有副總統索洛斯·奇利马、前第一夫人帕特里夏·沙尼爾·穆盧齊和其餘7名乘客，其中包括奇利瑪的工作人員和保安隊伍，以及3名軍方機組人員。飛機於上午9:17出發，原定於上午10:02到達北部區的姆祖祖機場。他們正前往參加已故政府部長拉尔夫·卡桑巴拉的喪禮，計劃在活動結束後返回利隆圭。

## 事故
該飛機在從利隆圭起飛不久後就失去雷達信號，航空管理部門未能與其建立聯繫。這宗失聯事件隨即引發一場搜尋與救援行動。
飛行路線上的天氣狀況極為惡劣，有目擊者在奇坎加瓦森林地區看到飛機墜毀的情況。根據當地新聞報導，奇利瑪的手機最後一次信號出現在上午10:30左右。官方表示，由於姆祖祖地區能見度極低，飛機決定返航。
6月11日，馬拉維國防軍的士兵在奇坎加瓦森林找到飛機的殘骸。現場未找到任何生還者。官方將事故飛機描述為「徹底摧毀」，相信機上所有人都在撞擊時即時死亡。

## 搜索
馬拉維國防軍總司令保羅·瓦倫蒂諾·菲里將軍通報飛機失蹤事件後，總統拉扎勒斯·查克維拉取消原定的巴哈馬之行，並指示立即展開搜救行動。他同時呼籲人們為失蹤者及其家庭祈禱。美國、英國、挪威和以色列提供協助和各種專業技術，其中美國駐馬拉維大使館還提供美國國防部的C-12飛機來協助搜救。此外，馬拉維政府也向鄰國贊比亞和坦桑尼亞求助。

## 後續
6月11日，贊比亞空軍直升機將遇難者的遺體運回利隆圭。總統查克維拉隨後宣布，從當天起全國將進入為期21天的哀悼期，並宣布將為奇利瑪舉行國葬。
6月16日，在利隆圭賓古國家體育場舉行奇利瑪的追悼會，吸引至少41000名民眾參加。在儀式上，查克維拉和其他政府官員遭到部分參禮者朝其發出噓聲，最終由天主教神父出面維持秩序。同一天晚上，當奇利瑪的遺體被運送至恩切烏的途中，警方與哀悼者發生衝突，在經過代扎時，隊伍中的一輛車撞傷數名行人，導致4人死亡，12人受傷。奇利瑪最終於6月17日在他的故鄉恩西佩（Nsipe）安葬，查克維拉以及三名馬拉維前總統巴基利·穆盧齊、喬伊斯·班達和彼得·穆塔里卡也參加葬禮。

## 調查
查克維拉要求對這宗墜機事故進行獨立調查，他認為馬拉維國防軍自己進行的調查無法達到令人信服的程度。

## 反應
查克維拉對這一事故表示深切的悲痛和遺憾，他對奇利瑪給予極高的讚譽，稱他是一位「出色的副總統」。正值馬拉維訪問的國際足協主席原定與奇利瑪會晤，他對其遺孀瑪麗·恩卡馬尼亞奇·奇利瑪表示哀悼。
奇利瑪所屬的政黨联合转型运动批評當局對這場災難的反應遲緩，並指出該飛機未裝載應答機。

## 另見
- 2024年蘭科湖直升機墜毀事故
- 2024年瓦爾扎甘直升機墜毀事故

## 外部連結
- 事故飛機 （页面存档备份，存于）
- 馬拉威總統查克維拉視察事故現場 （页面存档备份，存于）